# Кованов, Владимир Васильевич
Владимир Васильевич Ко́ванов (13 марта 1909, Санкт-Петербург — 22 февраля 1994, Москва) — советский хирург и анатом, академик (1963) и вице-президент (с 1966) АМН СССР, заслуженный деятель науки РСФСР (1965). Ректор 1-го ММИ им. И. М. Сеченова (1956—1966).

## Биография
Родился в семье рабочего. В семье было пятеро детей. Владимир был самым младшим. Старший брат — Павел Кованов (1907—1986), впоследствии советский государственный и партийный деятель, член ЦК КПСС.
В 1931 году окончил 1-й Московский медицинский институт, в который был преобразован медицинский факультет МГУ, затем продолжил учёбу в аспирантуре на кафедре патологической анатомии под руководством проф. А. И. Абрикосова, однако, в результате тяжёлой болезни (заразился сепсисом на вскрытии трупа) сменил специализацию, перейдя на кафедру хирургии, в течение ряда лет работал в хирургической клинике под руководством академика Н. Н. Бурденко.
В начале 1939 года вступил в ВКП(б).
В годы Великой Отечественной войны — ведущий хирург полевого передвижного госпиталя, а затем — армейский хирург.
В условиях нехватки медикаментов и высококалорийного продовольствия на фронте В. В. Кованов впервые в СССР начал широко применять свежую бычью кровь в лечении тяжелобольных раненых бойцов Красной армии. Новый питательный продукт назвали гемокостолом. Благодаря широкому внедрению крови животных как высокоценного лекарственного и питательного средства, раненые быстрее восстанавливали своё здоровье и возвращались в строй. В 44-й армии было организовано стадо животных-доноров, от которых было получено 700 литров крови. За эту инициативу, а также за самоотверженную работу и организацию хирургической помощи раненым РККА В. В. Кованов 19 октября 1943 года был удостоен высокой военной награды — Ордена Красного Знамени.
С 1947 года — заведующий кафедрой оперативной хирургии и топографической анатомии 1-го Московского медицинского института имени И. М. Сеченова, с 1956 по 1966 год — ректор этого же института, заведующий лабораторией по пересадке органов и тканей Академии медицинских наук СССР.
С 1966 года — вице-президент Академии медицинских наук СССР.
Скончался 22 февраля 1994 года в Москве. Похоронен на Троекуровском кладбище (участок № 10).

## Научная деятельность
С конца 1960-х годов по 1990-е годы при кафедре оперативной хирургии и топографической анатомии 1-го Московского медицинского института имени И. М. Сеченова (ныне Первый Московский государственный медицинский университет имени И. М. Сеченова), а потом при Всесоюзном научном центре хирургии АМН СССР (ныне ФГБУ «Российский научный центр хирургии имени академика Б. В. Петровского» РАМН) стала работать научная группа (так называемая «Академическая группа»), объединяющая специалистов разного профиля для изучения проблем консервации органов и тканей слабыми растворами формальдегида и при помощи физических воздействий (индуцирование гипобиоза у лабораторного животного путём ингаляции тяжёлыми инертными газами Ar, Kr, Xe на фоне развития гипотермии, с последующим замораживанием всего организма и переходом в так называемый «клатратный» анабиоз органов и тканей in situ), которую возглавил В. В. Кованов.

## Труды
Автор более чем 130 научных работ и ряда монографий, основные труды посвящены лечению ран грудной клетки, анаэробной инфекции, травматическому шоку, организации хирургической работы в войсковом районе, анатомии фасций и клетчаточных пространств, хирургии сердца и сосудов, пересадке органов и тканей. Разработал способ внутрисосудистого введения лекарств, предложил ряд оригинальных методик (шов сосудов, коррекция митральной недостаточности, пластика жёлчных путей и другие).
- Кованов В. В., Бомаш Ю. М. Практическое руководство по топографической анатомии. — 2-е изд. — М., 1967.
- Кованов В. В., Аникина Т. И., Сыченков И. А. Краткий курс лекций по оперативной хирургии и топографической анатомии. — М., 1968.
- Кованов В. В. Практическое руководство по оперативной хирургии для студентов-субординаторов. — М., 1971.
- Кованов В. В. Призвание: О жизни и о себе. — М.: Политиздат, 1970. — 512 с.
  - Кованов В. В. Призвание: О жизни и о себе. — 2-е изд., доп. — М.: Политиздат, 1973. — 559 с., илл.
- Кованов В. В. Солдаты бессмертия. — 2-е изд., перераб. — М.: Политиздат, 1989.
- Кованов В. В. Н. В. Склифосовский. — М.: Медицина, 1972. — 64 с. — (Выдающиеся деятели отечественной медицины и здравоохранения).
- Кованов В. В. Н. В. Склифосовский: 1836—1904 / Российская академия медицинских наук. — М.: НИО «Квартет», 1993. — 188 с. — (Выдающиеся деятели медицины). — ISBN 5-85573-011-5.

## Правительственные награды
- два ордена Ленина
- орден Красного Знамени[9]
- два ордена Отечественной войны 1-й степени
- два ордена Отечественной войны 2-й степени
- орден Трудового Красного Знамени
- орден Красной Звезды
- медали